# Blacus apicalis
Blacus apicalis är en stekelart som beskrevs av Van Achterberg 1976. Blacus apicalis ingår i släktet Blacus, och familjen bracksteklar. Inga underarter finns listade.